# Point Lenana
Point Lenana è un romanzo di Wu Ming 1, membro del collettivo di scrittori Wu Ming, e Roberto Santachiara, pubblicato in Italia da Einaudi nel 2013.
Il libro è stato definito dagli stessi autori un "Oggetto narrativo non identificato" (anche UNO: Unidentified Narrative Objects) per la sua natura ibrida, difficilmente catalogabile in un genere letterario predefinito. Vi si narra – tra biografia, romanzo, reportage e inchiesta storica – l'intera vita di Felice Benuzzi: partendo dagli eventi da lui stesso riferiti nel suo libro autobiografico Fuga sul Kenya in cui racconta la fuga, insieme a Giovanni Balletto (detto Giùan) ed Enzo Barsotti, dal POW Camp 354 di Nanyuki e durante la quale raggiunsero la Punta Lenana (4.985 m s.l.m.) sul Monte Kenya per rientrare poi, dopo 17 giorni, al campo di prigionia inglese. Le vicende narrate in Point Lenana coprono un arco temporale che supera il secolo e, pur tenendo come saldo riferimento la vita di Felice Benuzzi, si presenta come "un racconto di tanti racconti" e affronta temi quali il colonialismo italiano in Africa, l'irredentismo e la questione del "confine orientale", il fascismo e la Resistenza.
Oltre alla vita di Felice Benuzzi l'elemento che fa da trait d'union fra i diversi piani narrativi presenti nel romanzo è il milieu alpinistico, sia per l'interpretazione al contempo critica e appassionata dell'alpinismo, sia per i numerosi personaggi dell'alpinismo storico che compaiono nella narrazione. In particolar modo, fra questi ultimi, grande rilevanza è data alla figura di Emilio Comici, con cui lo stesso Felice Benuzzi era legato da amicizia. Point Lenana è inoltre dedicato dagli autori alla memoria di Gian Piero Motti, alpinista torinese morto a 37 anni, conosciuto oltre che per la sua attività alpinistica per il suo pensiero e gli scritti in cui teorizzò il "Nuovo Mattino".
Gli autori di Point Lenana nel mese di gennaio 2010 hanno ripercorso il tragitto seguito da Benuzzi, Balletto e Barsotti da Nanyuki alla Punta Lenana come preparazione alla stesura del loro romanzo.

## Edizioni
- Wu Ming 1 e Roberto Santachiara, Point Lenana, Einaudi, 2013, ISBN 978-88-06-21075-5.